# Acetamid
Acetamid (IUPAC – Mednaroden sindikat čiste in umetne kemije: etanamid) je organska spojina s formulo CH3CONH2. Je najenostavnejši amid,ki je derivat iz ocetne kisline. Uporablja se tudi kot plastifikator in kot industijsko topilo. Sorodna spojina N,N-dimetilacetamid (DMA) je bolj široko uporabna, toda ni pripravljena iz acetamida.

## Proizvodnja in uporaba
Acetamid se lahko izvede v laboratoriju iz dehidriranega (brez vodnega) amonijevega acetata.
CH3COONH4 → CH3C(O)NH2 + H2O
V industriji, se običajno izdela iz zgornje reakcije ali s hidrolizo acetonitrila, stranski produkt reakcije akrilonitrila.
CH3CN + H2O → CH3C(O)NH2

## Pojav
Acetamide je bil zaznan blizu centra Mlečne ceste v galaksiji. Ta najdba potencialno pomembna, ker ima acetamid amidno vez, podobno kot vez med amino kislinami in proteini. Ta najdba vodi do teorije da lahko organske molekule vodijo k ustvarjanju novih življenjskih oblik v vesolju (kot jih poznamo na Zemlji). Vemo, da acetamid redko najdemo tudi v zažganem premogu, kot je mineral istega imena.